# Renato Angiolini
Renato Angiolini, noto anche con lo pseudonimo di Toang (Gallarate, 9 novembre 1923 – Milano, 3 febbraio 1985), è stato un compositore e pianista italiano.

## Biografia
Dopo essersi diplomato in pianoforte al Conservatorio Giuseppe Verdi di Milano, inizia nel secondo dopoguerra a lavorare come compositore e trascrittore alle edizioni musicali Radio Record Ricordi e poi, a partire dal 1958, come arrangiatore presso la Dischi Ricordi.
Sempre negli anni '50 fa parte di alcuni complessi jazz, di cui il più rilevante è il quintetto del sassofonista Eraldo Volontè (con Sergio Fanni alla tromba, Alceo Guatelli al contrabbasso e Leonello Bionda alla batteria), con cui, nel gennaio del 1958, partecipa al III Festival del Jazz di Sanremo.
Collabora in varie occasioni con Giorgio Gaber, scrivendo tra le altre L'alfabeto del cielo, che viene presentata da Tony Renis al Burlamacco d'oro del 1960; scrive inoltre le musiche di alcuni brani per Maria Monti. La maggior parte dei suoi lavori spesso non è firmata o rintracciabile mediante nome e cognome: difatti preferisce servirsi di uno pseudonimo, Toang, che nasce dall'unione delle due lettere finali del nome con le prime tre del cognome (Renato Angiolini).
Partecipa al Festival di Sanremo 1965 come compositore con Le colline sono in fiore, canzone che ottiene molto successo nell'interpretazione di Wilma Goich; a partire dall'anno successivo è tra i direttori d'orchestra dei cantanti della Ricordi.
Come compositore ritorna al Festival di Sanremo 1968 con Da bambino, interpretata da Massimo Ranieri e dai Giganti.
Come solista ha pubblicato album di liscio e di rielaborazioni di musica folk.
Si spegne a Milano all'età di 61 anni e viene sepolto al locale Cimitero Maggiore; al termine di concessione della tomba, i suoi resti vengono posti al Riparto 205 del medesimo cimitero, e tumulati nella celletta 1123.

## Discografia

### Album
- 1973: Evviva il liscio (Derby, DBR 53335)
- 1984: Il grande liscio (CGD, 20419)

## Incisioni di altri artisti di cui ha curato gli arrangiamenti
- 1972: Tu non hai la più pallida idea dell'amore di Marcella Bella

## Le principali canzoni scritte da Renato Angiolini
| Anno | Titolo                   | Autori del testo                  | Autori della musica                | Interpreti                          |
| ---- | ------------------------ | --------------------------------- | ---------------------------------- | ----------------------------------- |
| 1960 | La ballata del Cerutti   | Umberto Simonetta                 | Renato Angiolini e Giorgio Gaber   | Giorgio Gaber                       |
| 1960 | Zitella cha cha cha      | Calibi                            | Renato Angiolini e Giorgio Gaber   | Maria Monti                         |
| 1960 | L'alfabeto del cielo     | Mogol                             | Renato Angiolini e Giorgio Gaber   | Tony Renis                          |
| 1961 | Le strade di notte       | Calibi                            | Renato Angiolini e Giorgio Gaber   | Giorgio Gaber                       |
| 1961 | Le tue bambole           | Pasquale Pigini                   | Renato Angiolini                   | Rik Valente                         |
| 1961 | Quei capelli spettinati  | Calibi                            | Renato Angiolini e Giorgio Gaber   | Giorgio Gaber                       |
| 1961 | Nina e l'aspirapolvere   | Calibi                            | Renato Angiolini e Giorgio Gaber   | Maria Monti                         |
| 1965 | Le colline sono in fiore | Mogol, Renato Angiolini e Calibi  | Renato Angiolini e Carlo Donida    | Wilma Goich e New Christy Minstrels |
| 1965 | Dopo la prima sera       | Giorgio Gaber                     | Renato Angiolini e Giorgio Gaber   | Giorgio Gaber                       |
| 1966 | Dolce di giorno          | Mogol                             | Lucio Battisti e Renato Angiolini  | Dik Dik                             |
| 1966 | Per una lira             | Mogol                             | Lucio Battisti e Renato Angiolini  | Lucio Battisti                      |
| 1966 | Uno in più               | Mogol                             | Lucio Battisti e Renato Angiolini  | Riki Maiocchi                       |
| 1967 | Non prego per me         | Mogol                             | Lucio Battisti e Renato Angiolini  | Mino Reitano                        |
| 1967 | Luisa Rossi              | Mogol                             | Lucio Battisti e Renato Angiolini  | Lucio Battisti                      |
| 1967 | Era                      | Mogol                             | Lucio Battisti e Renato Angiolini  | Lucio Battisti                      |
| 1967 | 29 settembre             | Mogol                             | Lucio Battisti e Renato Angiolini  | Equipe 84                           |
| 1967 | Gulp gulp                | Umberto Simonetta e Italo Terzoli | Renato Angiolini e Giorgio Gaber   | Giorgio Gaber                       |
| 1968 | Da bambino               | Riccardo Pradella                 | Renato Angiolini                   | Massimo Ranieri e I Giganti         |
| 1968 | Suona chitarra           | Federico Monti Arduini            | Renato Angiolini e Giorgio Gaber   | Giorgio Gaber                       |
| 1969 | Primavera, primavera     | Mogol                             | Renato Angiolini e Damiano Dattoli | Dik Dik                             |
| 1969 | Amore mio                | Mogol                             | Renato Angiolini e Damiano Dattoli | Wess & The Airedales                |
| 1969 | Color Cioccolata         | Mogol e Felice Piccarreda         | Renato Angiolini                   | I Nuovi Angeli                      |
| 1970 | Un brivido               | Mogol                             | Renato Angiolini e Damiano Dattoli | Annamaria Rame                      |
| 1972 | Ricordo di te            | Gino Ingrosso                     | Renato Angiolini                   | Franco Architetti                   |

1. ↑  È indicato solo il primo interprete che ha inciso la canzone.